# Lauren Kate
 (février 2012).
Si vous disposez d'ouvrages ou d'articles de référence ou si vous connaissez des sites web de qualité traitant du thème abordé ici, merci de compléter l'article en donnant les références utiles à sa vérifiabilité et en les liant à la section « Notes et références ».
Œuvres principales
- Série Damnés (en)

Lauren Kate, née le 21 mars 1981 à Dallas au Texas, est une autrice américaine de romans fantastiques pour adolescents, traduite en trente langues différentes.

## Biographie
Lauren Kate est née à Dallas le 21 mars 1981 et y a grandi. Elle a étudié à l’université d’Atlanta en Géorgie. Son premier livre intitulé The Betrayal of Natalie Hargrove a été publié en novembre 2009 en Angleterre. Le lycée de Dallas l'a inspirée pour ce premier livre. Par la suite, ses études à Atlanta l’ont inspirée pour l’écriture de son deuxième roman, premier de la série de cinq livres intitulée Damnés.
Elle vit à Los Angeles avec son mari, Jason. 

## Œuvres

### SérieDamnés
1. Damnés, Bayard Jeunesse, 2010 ((en) Fallen, 2009)
2. Vertige, Bayard Jeunesse, 2011 ((en) Torment, 2010)
3. Passion, Bayard Jeunesse, 2011 ((en) Passion, 2011)
4. Volupté, Bayard Jeunesse, 2012 ((en) Rapture, 2012)
5. Trahison, Bayard Jeunesse, 2016 ((en) Unforgiven, 2015)

- H.S Amours damnées, Bayard Jeunesse, 2012 ((en) Fallen In Love, 2012)
- H.S (en) Angels in the Dark, 2013

### SérieLarmes
1. Larmes, Bayard Jeunesse, 2014 ((en) Teardrop, 2013)
2. Déluge, Bayard Jeunesse, 2015 ((en) Waterfall, 2014)

- H.S (en) Last Day of Love, 2013

### Romans indépendants
- (en) The Betrayal of Natalie Hargrove, 2009

## Adaptation
- Une adaptation cinématographique intitulée Fallen et réalisée par Scott Hicks est sortie en 2016.